# Saint-Firmin (Meurthe e Mosella)
Saint-Firmin è un comune francese di 285 abitanti situato nel dipartimento della Meurthe e Mosella nella regione del Grand Est.

## Storia

### Simboli
Saint-Firmin apparteneva per due terzi al marchesato di Haroué (rappresentato dagli scaglioni) e per un terzo alle canonichesse dell'abbazia di Remiremont (le chiavi di San Pietro).

## Società

### Evoluzione demografica
Abitanti censiti